# Ngựa Peru
Ngựa Peru hay Peru Paso là một giống ngựa thuộc nhóm ngựa cưỡi hạng nhẹ được biết đến với kiểu chuyến đi êm ái. Nó được phân biệt bởi một dáng đi tự nhiên, bốn nhịp, bên gọi là paso llano. Giống ngựa này được bảo vệ bởi chính phủ Peru thông qua Nghị định số 25919 của Peru ban hành ngày 28 tháng 11 năm 1992 và đã được Viện Văn hóa Quốc gia (INC) tuyên bố là Di sản Văn hóa của Quốc gia. Do sự cô lập bị mất khoảng 400 năm và sự lựa chọn được thực hiện bởi các nhà lai tạo, giống ngựa này là rất đặc biệt trong tỷ lệ cơ thể của chúng và một dáng đi uyển chuyển hoặc "paso llano" đó là nét đặc trưng. Nó là điển hình của các vùng phía bắc của đất nước Peru mà từ đó nó có nguồn gốc. Thành phố Trujillo được coi là "Cái nôi của ngựa Paso điển hình của Peru".
Bởi vì tên gọi của giống cùng được chia sẻ bởi yếu tố "Paso", mối quan hệ chặt chẽ giữa ngựa Peru và giống ngựa Paso Fino được giả định không chính xác. "Paso" chỉ đơn giản có nghĩa là "bước", trong tiếng Tây Ban Nha, và không ngụ ý một giống hoặc nguồn gốc phổ biến. Mặc dù hai giống chia sẻ tổ tiên của ngựa cổ thế giới (châu Âu và châu Á), và có một số điểm tương đồng, chúng được phát triển độc lập cho các mục đích khác nhau. Hai giống này khác nhau và dễ phân biệt. Ngựa Peru có phần lớn hơn, sâu hơn trong cơ thể và rộng hơn. Các con ngựa Fino Paso không được lai tạo cho "termino". Ngựa Peru đã được gọi là "con ngựa quốc gia" (Quốc mã) của Peru. Mặt khác, Paso Fino được phát triển từ ngựa trên khắp Bắc Mỹ Latinh và Caribê, với các trung tâm phát triển chính ở Colombia và Puerto Rico. Ngựa Peru cũng ngày càng được nhắc đến ở Bắc Mỹ là "Ngựa Peru" trong một nỗ lực nhằm phân biệt giống của nó với giống của Paso Fino.